# サンバホイッスル
サンバホイッスルは、サンバの演奏に使われたのが起源の小さな十字型の笛（ホイッスル）である。なおサンバの発祥地ブラジルでは、ブラジルポルトガル語で、このような笛全般をアピートと呼んでいる。

## 解説
十字の上の部分をくわえて息を吹き込み、音を出す。十字は縦横に中空の管となっており、横の管の先には小さな穴が開いている。ここを指で開閉して音の変化を得る。
内部にはストローが入っており、これが通常の呼子笛でいうコルク（共鳴体）の役目をする。この為、水に濡れるとコルクが回転しなくなり、音が小さくなったり不安定になるという欠点がある。
大変小さな楽器だが、その特徴のある音色は演奏家・聴衆の気分を一体化させ、高揚させる。なお現在サンバではこのようなタイプを使うことは少なくなっている。
楽器学上はフルートなどと同様気鳴楽器であり管楽器に分類されるが、音律を持たないため旋律を奏でることはできず、主に打楽器奏者（あるいは指揮者、ドラム・メジャー）によって演奏されることが多いため、打楽器に分類される。
サンバホイッスルの使い手で知られるのは八神純子で、彼女が自作曲「みずいろの雨」や「ポーラー・スター」などで使用したことにより、サンバホイッスルの一般的な知名度を高めたと云われる。